# Centraal Apotheek (Leeuwarden)
De Centraal Apotheek is een apotheek in een monumentaal pand in Leeuwarden in de Nederlandse provincie Friesland. Het gebouw op de hoek van de Voorstreek en de Tuinen is in 1904-1905 gebouwd naar ontwerp van G.B. Broekema uit Kampen, in opdracht van apotheker  Feteris – ook uit Kampen. Het werd in 2002 gerestaureerd.
Het pand is ontworpen in jugendstil ofwel art-nouveau-stijl. Het is voornamelijk opgetrokken in gele verblendsteen. Op de gevelzijde aan de Voorstreek wordt op het polychroom tegeltableau Hygieia afgebeeld, de Griekse godin van de gezondheid. Ze houdt boven haar hoofd de slang van Asclepius en een beker in haar handen. Daarboven staat in de gevel de naam Centraal Apotheek. Op de dakrand staan twee vogels. Op de hoek van het pand is het bovenste deel een toren. Er zijn enkele rondboogvensters en balkons.

## Afbeeldingen

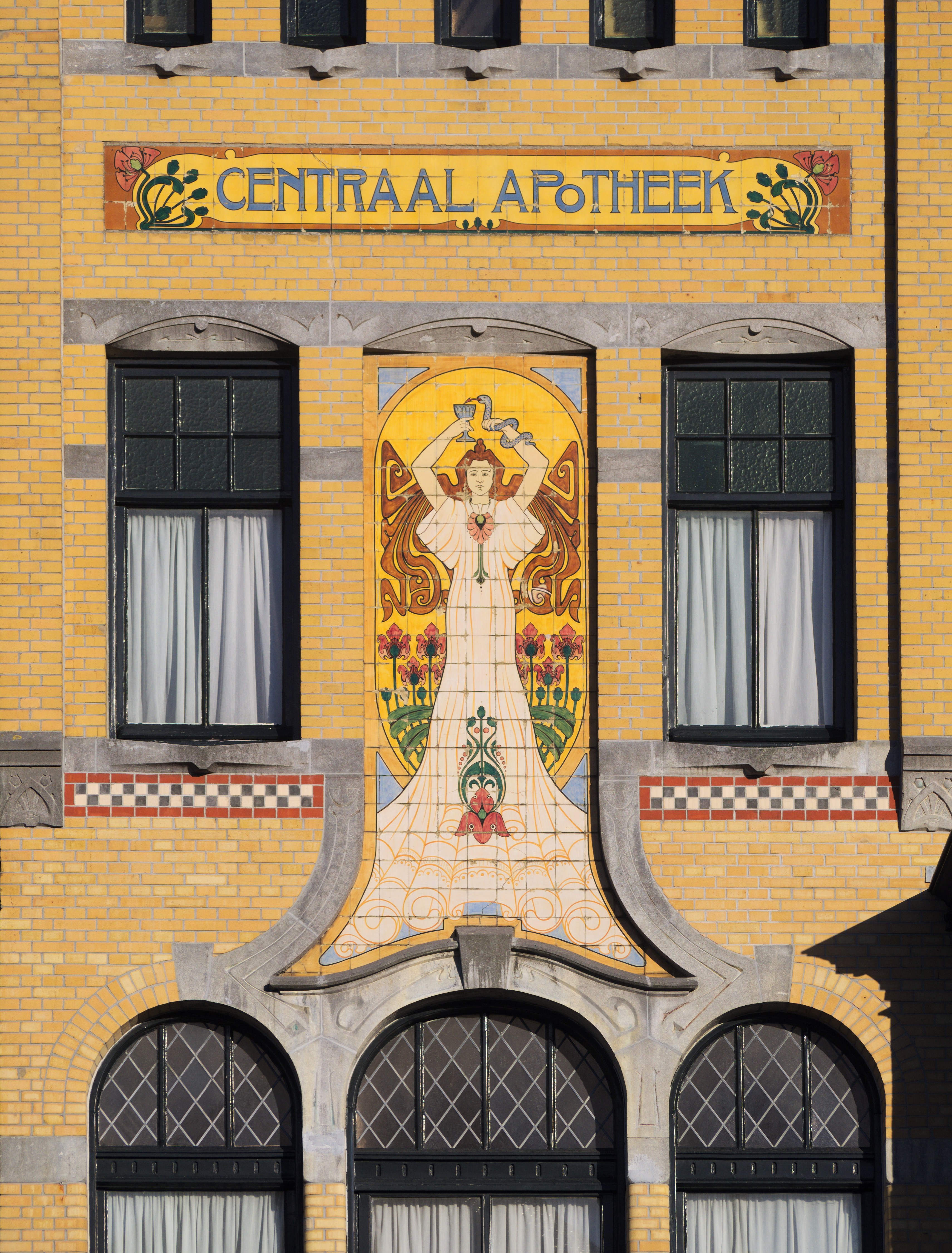
Tegeltableau Hygieia
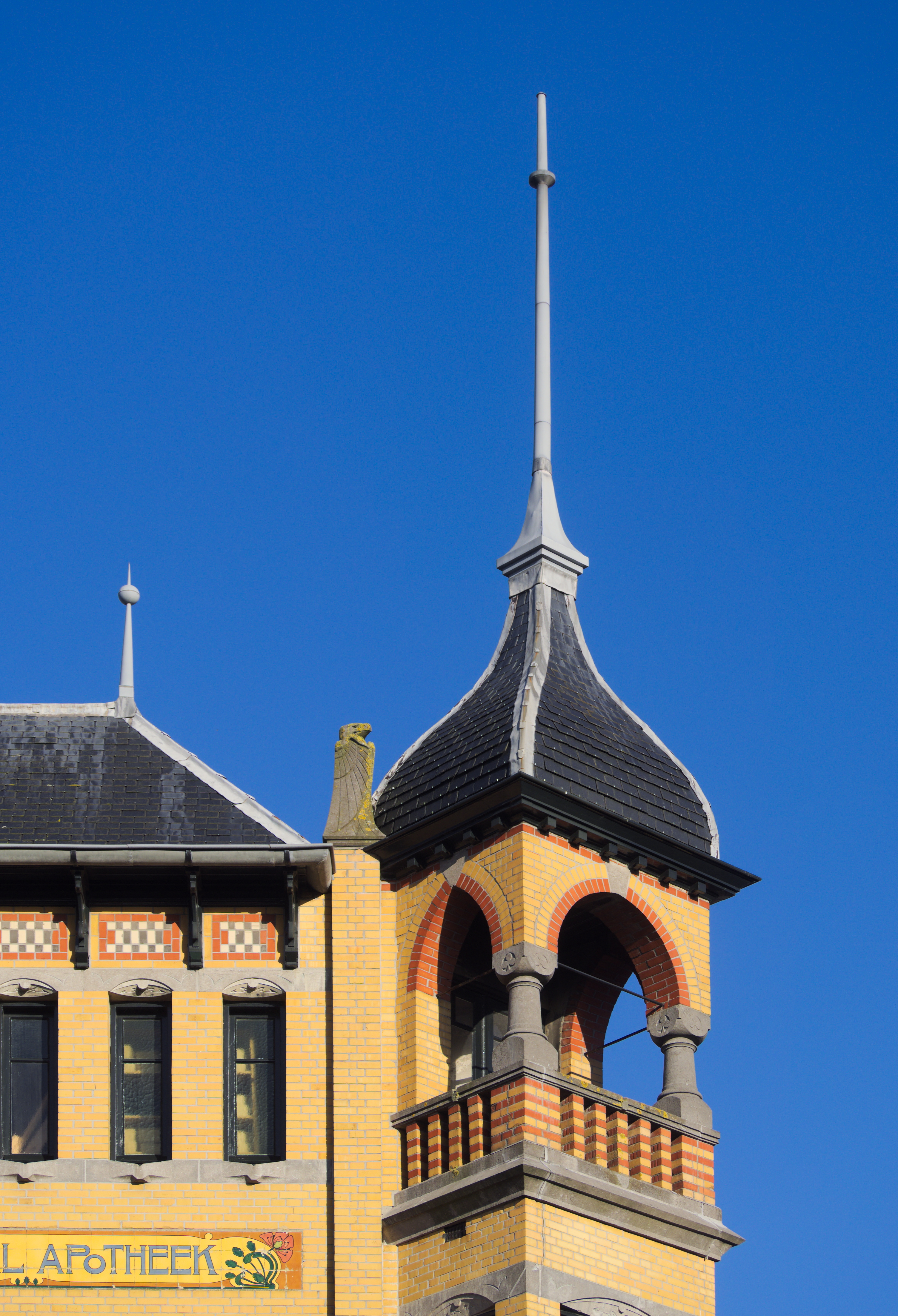
Toren met vogel

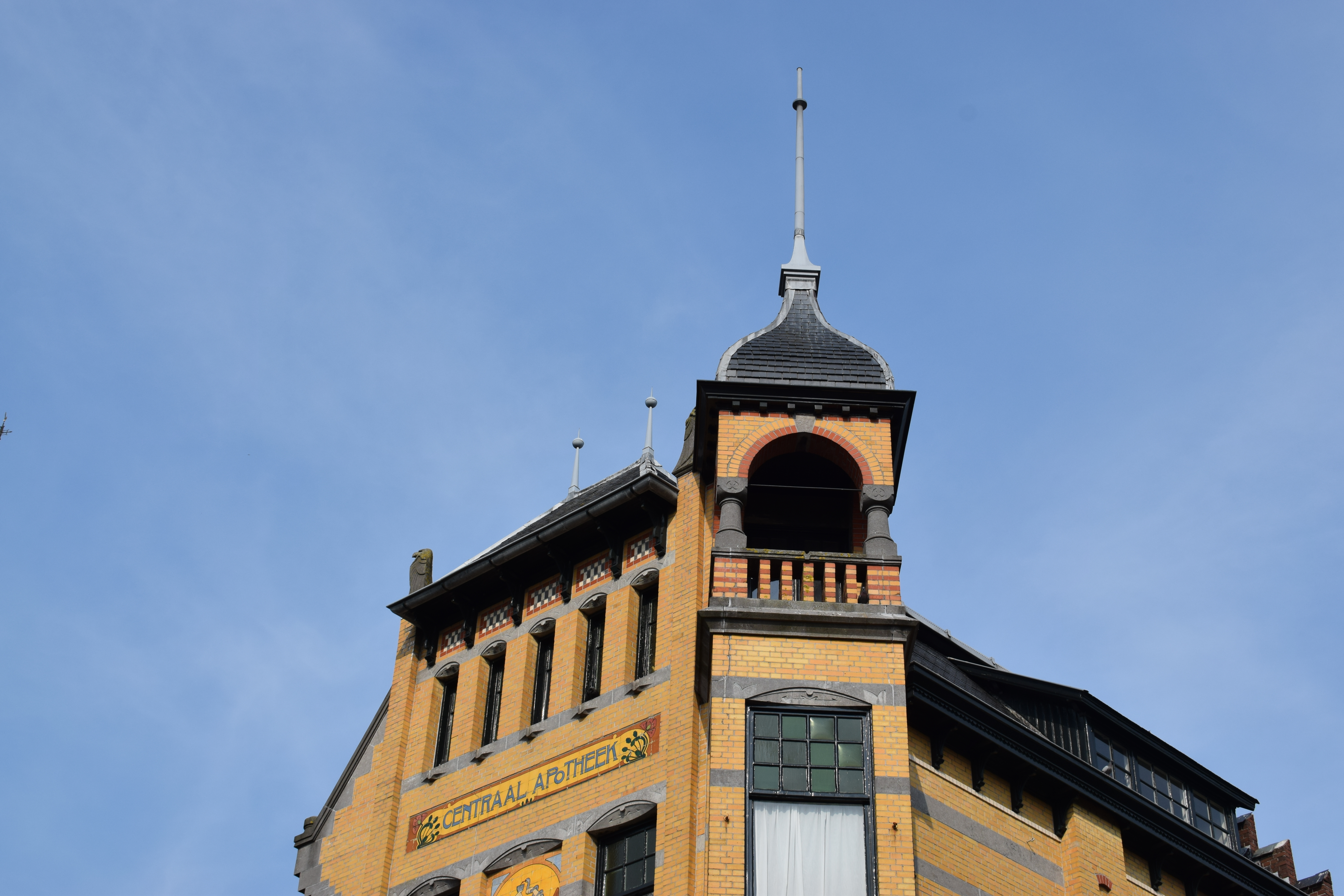
Dakrand met vogel
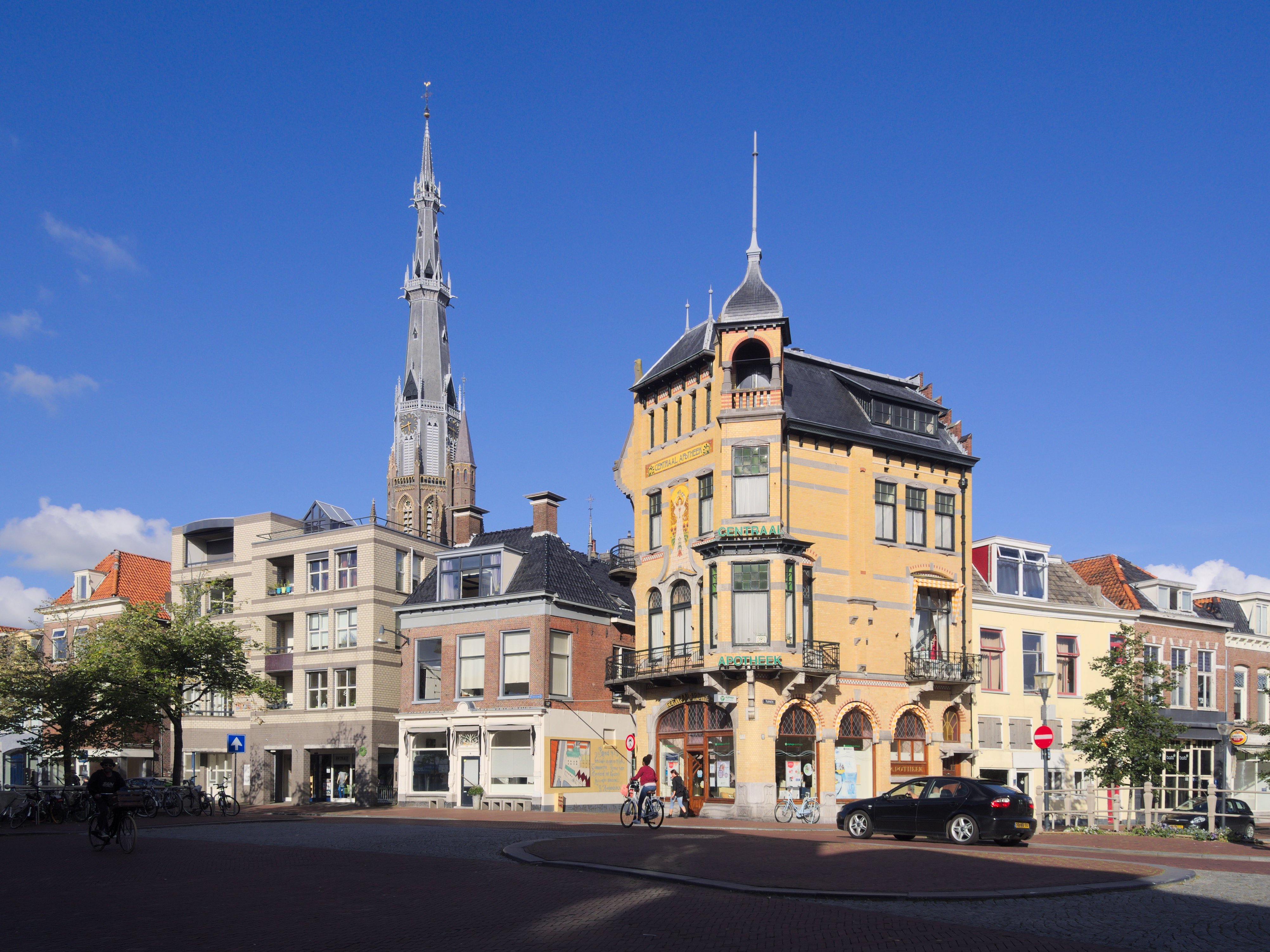
Overzicht